# Frauen Tiroler Liga
Die Frauen Tiroler Liga ist die höchste Spielklasse Tirols und die dritthöchste Spielklasse im österreichischen Frauenfußball. Der Bewerb wird vom Tiroler Fußballverband ausgerichtet. Der Tiroler Meister ist für die 2. Liga startberechtigt, die beiden Letztplatzierten steigen in die Landesliga ab.

## Geschichte
1992–1994 Anfänge als Damenliga
| Saison                                                        | Meister        |
| Damenliga                                                     | Damenliga      |
| ------------------------------------------------------------- | -------------- |
| 1992/93                                                       | Innsbrucker AC |
| 1993/94                                                       | Innsbrucker AC |
| K1 Änderung des Meisterschaftsmodus und Umbenennung der Liga. |                |

Anfang der 1990er Jahre organisierte der Tiroler Fußballverband eine Damenliga mit sechs Mannschaften, Innsbrucker AC, SU Inzing, FC Langkampfen, FC Breitenbach, SPG Obsteig/Mieming und FC Umhausen. In den ersten zwei Jahren gewannen die Frauen vom Innsbrucker AC den Meistertitel.
1994–1999 Tiroler Liga Damen (3. Spielklasse)
| Saison                                      | Meister             |
| Tiroler Liga Damen                          | Tiroler Liga Damen  |
| ------------------------------------------- | ------------------- |
| 1994/95                                     | Innsbrucker AC II   |
| 1995/96 K1                                  | keine Meisterschaft |
| 1996/97                                     | keine Meisterschaft |
| 1997/98                                     | keine Meisterschaft |
| 1998/99                                     | keine Meisterschaft |
| K1 1995/96: Einführung der Dreipunkteregel. |                     |

Zusammen mit dem Vorarlberger Fußballverband installierte der Tiroler Fußballverband ab der Saison 1994/95 die Regionalliga West für Vereine der zwei Verbände. Da die erste Mannschaft des Innsbrucker AC in diese Regionalliga West aufstieg, spielte eine zweite Mannschaft der Athletikerinnen, die den Meistertitel in der neu benannten, drittklassigen, Tiroler Liga Damen erspielten. In der Saison 1996/97 stieg mit dem Innsbrucker AC erstmals eine Frauenmannschaft von der Regionalliga West in die Frauen-Bundesliga auf. Die Tirolerinnen wurden in der höchsten Frauenliga Österreichs Vierter.
1999–2006 Landesliga (3. Spielklasse)
| Saison                                                        | Meister                 |
| Landesliga Damen                                              | Landesliga Damen        |
| ------------------------------------------------------------- | ----------------------- |
| 1999/2000 K1                                                  | Innsbrucker AC II       |
| 2000/01                                                       | keine Meisterschaft     |
| 2001/02                                                       | keine Meisterschaft     |
| 2002/03                                                       | keine Meisterschaft     |
| 2003/04                                                       | keine Meisterschaft     |
| Frauen Landesliga                                             |                         |
| 2004/05                                                       | SPG Brixlegg/Rattenberg |
| 2005/06                                                       | SPG Brixlegg/Rattenberg |
| K1 Änderung des Meisterschaftsmodus und Umbenennung der Liga. |                         |

Mit der neuen Einteilung der 2. Frauenliga in der Saison 1999/2000 in vier Regionen war nun die Frauen Landesliga in Tirol weiterhin die 3. Spielklasse Österreichs. 2000 siegte die zweite Mannschaft des Innsbrucker AC, 2005 und 2006 war die Spielgemeinschaft aus Brixlegg und Rattenberg erfolgreich.
2006–2008 Einteilung in Ost und West (3. Spielklasse)
| Saison                                                        | Meister                                            |
| Frauen Landesliga                                             | Frauen Landesliga                                  |
| ------------------------------------------------------------- | -------------------------------------------------- |
| 2006/07 K1                                                    | Ost: SPG Brixlegg/Rattenberg West: FC Wacker Tirol |
| 2007/08                                                       | Ost: FC Schwoich West: FC Lechaschau               |
| K1 Änderung des Meisterschaftsmodus und Umbenennung der Liga. |                                                    |

Ab 2006 gliederte man die Frauen-Landesliga von Tirol in das österreichische Ligasystem als 3. Spielklasse ein. Die höchste Tiroler Frauenliga wurde in Tiroler Frauen Landesliga umbenannt und in Ost und West unterteilt. 2007 siegten in der Ost die Spielgemeinschaft aus Brixlegg/Rattenberg, in der West FC Wacker Tirol, die in die 2. Liga Mitte/West aufstiegen. In der Folgesaison wurde es der FC Schwoich bzw. FC Lechaschau, die beide nicht aufsteigen wollten, Meister.
2008–2010 Frauen Landesliga (3. Spielklasse)
| Saison                                                        | Meister                |                   |
| Frauen Landesliga                                             | Frauen Landesliga      | Frauen Landesliga |
| ------------------------------------------------------------- | ---------------------- | ----------------- |
| 2008/09 K1                                                    | FC Wacker Innsbruck II |                   |
| 2009/10                                                       | FC Schwoich            |                   |
| K1 Änderung des Meisterschaftsmodus und Umbenennung der Liga. |                        |                   |

Ab 2008 schaffte man die Einteilung Ost und West ab und führte die Landesliga in einer Staffel. Den Tiroler Meistertitel errangen die zweite Mannschaft des FC Wacker Innsbruck und FC Schwoich.
2010–2014 Tiroler Frauenmeister (3. Spielklasse)
| Saison                                                        | Meister                 |                       |
| Tiroler Frauenmeister                                         | Tiroler Frauenmeister   | Tiroler Frauenmeister |
| ------------------------------------------------------------- | ----------------------- | --------------------- |
| 2010/11 K1                                                    | SPG Brixlegg/Rattenberg |                       |
| 2011/12                                                       | SV Haiming              |                       |
| Frauen Tiroler Meister                                        |                         |                       |
| 2012/13 K1                                                    | SV Haiming              |                       |
| 2013/14                                                       | SV Haiming              |                       |
| K1 Änderung des Meisterschaftsmodus und Umbenennung der Liga. |                         |                       |

In den beiden nächsten Saison ermittelten die Landesliga-Meister durch ein Hin- und Rückspiel den Tiroler Meister, den die Spielgemeinschaft Brixlegg/Rattenberg und der SV Haiming gewann. 2012/13 konnte eine Tiroler Liga mit acht Teams gespielt werden, die der SV Haiming wie auch in der Folgesaison gewann.
Seit 2014 Frauen Tiroler Liga (3. Spielklasse)
| Saison                                                        | Meister                                           |                     |
| Frauen Tiroler Liga                                           | Frauen Tiroler Liga                               | Frauen Tiroler Liga |
| ------------------------------------------------------------- | ------------------------------------------------- | ------------------- |
| 2014/15 K1                                                    | SSV Neustift                                      |                     |
| 2015/16                                                       | SPG Brixlegg/Rattenberg                           |                     |
| 2016/17                                                       | FC Schwoich                                       |                     |
| 2017/18                                                       | FC Wacker Innsbruck II                            |                     |
| 2018/19                                                       | SPG Matrei/Neustift                               |                     |
| 2019/20                                                       | wegen COVID-19-Pandemie in Österreich abgebrochen |                     |
| 2020/21                                                       | SV Innsbruck                                      |                     |
| Frauen Hypo Tirol Liga                                        |                                                   |                     |
| 2021/22                                                       | SV Innsbruck                                      |                     |
| 2022/23                                                       | SPG Mittelgebirge Ost                             |                     |
| 2023/24                                                       | SPG Mittelgebirge Ost                             |                     |
| 2024/25                                                       | SV Innsbruck                                      |                     |
| K1 Änderung des Meisterschaftsmodus und Umbenennung der Liga. |                                                   |                     |

2015 konnte sich der SSV Neustift, 2016 zum zweiten Mal die Spielgemeinschaft aus Brixlegg/Rattenberg sich Meister nennen. FC Schwoich gewann 2017 den Tiroler Meister, 2018 die Frauen vom FC Wacker Innsbruck und 2019 die Spielgemeinschaft von Matrei und Neustift. 2021 fixierte der SV Innsbruck nach einer reduzierten Meisterschaft den Meistertitel, ebenso in der Saison 2021/22. Die SPG Mittelgebirge Ost feierten zweimal hintereinander den Sieg der Meisterschaft.

## Bezeichnung (Sponsor)
Die Frauen Tiroler Liga wird seit 2021 mit einem Sponsor im Namenszug ausgetragen. Davor wurde die oberste Frauen-Liga in Tirol Frauen Tiroler Liga genannt. Folgende Sponsoren beziehungsweise Namensänderungen hat die Frauen Tiroler Liga in ihrer Namensgebung gehabt.
- Frauen Tiroler Liga: 2014/15–2020/21
- der Sponsor ist im Namenszug in Verbindung mit „Frauen Tiroler Liga“:
  - Frauen Hypo Tirol Liga: seit 2021/22 (Namensgeber: Hypo Tirol Bank)

## Spielmodus
Die Liga umfasst zehn Teams, wobei jeder Verein gegen jeden Verein zwei Spiele bestreitet. Eine Saison umfasst insgesamt also 18 Spieltage. Der nach Saisonende Tabellenerste ist für die Relegation zum Aufstieg in die zweitklassige 2. Liga mit den Meistern aus Oberösterreich, Salzburg und Vorarlberg berechtigt.

## Die Titelträger
Folgende Vereine wurden in Tirol Meister:
5 Meistertiteln
SPG Brixlegg/Rattenberg (2005, 2006, 2007 M1, 2011, 2016)
4 Meistertiteln
Innsbrucker AC (1993, 1994, 1995 M2, 2000 M2)
3 Meistertiteln
SV Innsbruck (2021, 2022, 2025)
FC Wacker Innsbruck (2007 M3, 2009 M2, 2018 M2)
FC Schwoich (2008 M1, 2010, 2017)
SV Haiming (2012, 2013, 2014)
2 Meistertitel
SPG Mittelgebirge Ost (2023, 2024)
SPG Matrei/Neustift (2019) inkl.
inkl. SSV Neustift (2015)
1 Meistertitel
FC Lechaschau (2008 M1)